# Bundesautobahn 2
Bundesautobahn 2 (literalmente en alemán: Autopista Federal 2, de forma abreviada Autobahn 2, y denominación alfanumérica BAB 2 o A 2) es una Autobahn (autopista) alemana que conecta el área del Ruhr, al oeste, con Berlín, al este. La A2 comienza en la ciudad occidental de Oberhausen, pasa por el norte del valle del Ruhr, a través de Münsterland y Ostwestfalen, cruza la antigua frontera entre las dos Alemanias y continúa a través del Magdeburger Börde hasta enlazar con el Berliner Ring, poco antes de llegar a Berlín. Numerosas ciudades importantes tales como Magdeburgo, Brunswick, Hannover y Dortmund se sitúan muy cerca de la A2. La A2 fue modificada a finales de los años 1990, y reconstruida totalmente en la antigua Alemania del Este. De sus 486 kilómetros, el 90 por ciento tienen 3 carriles y un carril de emergencia adicional para cada sentido. El material del firme es sobre todo hormigón. La A2 es una de las autobahns más importantes, ya que interconecta varias áreas industriales de Alemania.

## Historia
Algunas partes del recorrido de la A2 fueron construidas y terminadas en los años 1930. La A2 cruza la A1 en el Kamener Kreuz, el primer intercambio de trébol de Alemania. Durante la división de Alemania, la A2 desempeñó, junto con la A24, un papel muy importante como pasillo de tránsito a Berlín occidental, con los puntos de control aliados en Helmstedt y Dreilinden-Drewitz (en la A10) respectivamente. Entre las ciudades de Helmstedt y Marienborn se puede ver todavía los antiguos puntos de control de la frontera, que fueron reconvertidos en un museo en los años 90.

## Trivia
El enlace Dortmund-Lanstrop se construyó únicamente para dar el acceso al vertedero próximo.